# Escala de depresión de Hamilton
La escala de depresión de Hamilton (HRSD, Hamilton Depression Rating Scale por sus siglas en inglés) es un cuestionario de múltiples ítems usado para diagnosticar la depresión mayor y como guía para evaluar su recuperación. Su objetivo no es el diagnóstico de la depresión sino evaluar la sintomatología depresiva de los pacientes diagnosticados con depresión. Max Hamilton originalmente publicó la escala en 1960 y la revisó en 1966, 1967, 1969, y 1980.
La versión original del HDRS contaba con 24 ítems relacionados con la depresión, no obstante, en 1967 la versión fue modificada por el propio autor, reduciendo el número de ítems a 21. Posteriormente se desarrolló una versión reducida del instrumento quedando únicamente 17 ítems. El HDRS también fue adaptado por Conde y cols a una versión española en 1984 con 22 ítems, que posteriormente también redujo sus ítems a 17.

### Características
El contenido de la prueba incide sobre todo en aquellos aspectos somáticos y comportamentales de la depresión. Son los síntomas vegetativos, cognitivos y de ansiedad los que tienen una mayor influencia en el balance total de la escala.
La versión más actual cuenta con 17 ítems y se divide en tres categorías principales: índice de melancolía, índice de ansiedad e índice de alteraciones del sueño. 
- Dentro del índice de melancolía se encuentran los ítems de humor deprimido, sensación de culpabilidad, trabajo y actividades, inhibición, ansiedad psíquica y síntomas somáticos generales.
- En el índice de ansiedad se encuentran los ítems de agitación, ansiedad psíquica y ansiedad somática.
- En el índice de alteraciones del sueño, se encuentran los ítems de insomnio precoz, insomnio medio e insomnio tardío.

Estas categorías son las que más se emplean, sin embargo, no recogen todos los ítems de la escala, a estos debemos añadir los ítems de suicidio, síntomas somáticos gastrointestinales, síntomas genitales, hipocondría, pérdida de peso e “insight”, que alude al hecho de si la persona tiene consciencia o no de la enfermedad.
En relación con el tiempo de aplicación del instrumento, este oscila entre los 10 – 30 minutos.

### Evaluación
Los ítems se pueden valorar de 0 a 2 puntos en determinados ítems y de 0 a 4 puntos en otros casos. Al lado de cada ítem se describen varios comportamientos que puede presentar el paciente, el evaluador debe ser preciso y elegir el que más se adecue a la situación. Para obtener la puntuación total, solo hay que sumar todos los valores que hallamos asignado a los ítems. La puntuación total puede ir desde 0 a 52 puntos. Para saber la intensidad del trastorno depresivo hay varios puntos de corte:
- De 0 a 6 implica que no hay depresión.
- De 7 a 17 implica una depresión ligera.
- De 18 a 24 implica una depresión moderada.
- De 25 a 52 implica una depresión grave.

### Población posible para evaluar
La población principal son personas adultas que hayan recibido previamente un diagnóstico de depresión, no obstante, también se puede emplear con pacientes alcohólicos y con demencia.